# P-40 Bronia
Cet article traite d'un système de radar mobile soviétique. Pour l'avion de la seconde guerre mondiale, voir « Curtiss P-40 Warhawk ».
Le P-40 « Bronia » (en russe : броня, armure) ou 1S12, est un radar tri-dimensionnel UHF, conçu et employé par l'Union soviétique.
Sa désignation OTAN, Long Track, se réfère à son châssis porteur, le camion tracteur d'artillerie AT-T, dont les chenilles sont longues (d'où le nom de « long track »).

## Développement
Le développement du P-40 commença en 1960 et les essais de l'état furent achevés en 1962. Il fut développé par l'institut de recherches scientifiques GKRE no 208, plus tard connu sous le nom de NIIIP et faisant partie du Ministère de la Radio industrielle (Minradioprom). Ce centre de recherches fut assisté par le bureau de conception OKB-588 pour la conception du prototype (ce bureau sera renommé plus tard LEMZ - Lianozovskiy ElectroMechanical Zavod). En 1963, il fut admis au service actif par les troupes anti-aériennes de l'armée rouge (PVO).
En 1965, le P-40 reçut l'indice GRAU, (équivalent de la DGA française) de « 1S12 », lorsqu'il fut adopté comme radar d'acquisition de cibles pour le système sol-air mobile 2K11 Krug.
Entre 1966 et 1968, le radar fut amélioré, ce qui augmenta sa portée de détection. Plus tard, entre 1969 et 1970, ses capacités de détection furent encore augmentées et sa fiabilité améliorée.

## Caractéristiques

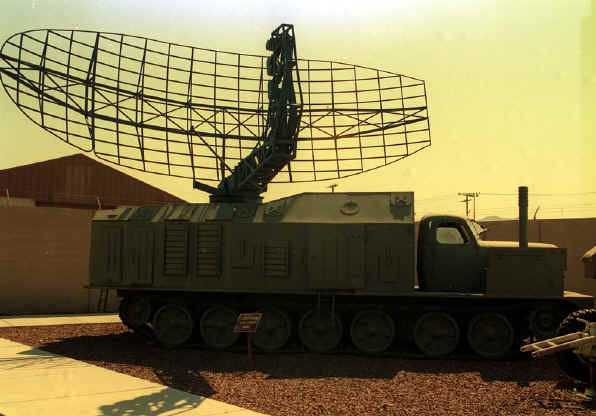
Un radar P-40 sur la base de l'US Air Force Nellis AFB.

Le P-40 fut le tout-premier radar à haute-mobilité à entrer en service au sein des forces anti-aériennes, une division de l'armée rouge alors nouvellement créée.
Il utilisait comme base le tracteur d'artillerie AT-T, doté d'un châssis chenillé et d'un moteur V-12 Diesel de 465 ch (342 kW), lui permettant d'atteindre une vitesse de 55 km/h. Il embarquait un équipage de 6 hommes et pesait 35 tonnes. Le radar était alimenté et mis en mouvement par un générateur en 400 Hz entraîné par une turbine à gaz.
Le radar utilise une antenne parabolique tronquée à structure ouverte et une source empilée. L'antenne-radar est montée sur le camion utilisé pour le transport, ce qui lui offre une grande mobilité, le radar étant de-plus repliable en roulant. L'azimut était déterminé par un balayage mécanique alors que l'élévation de la cible était déterminée en mesurant à quel endroit du réflecteur d'antenne arrivait l'écho du radar. Le radar ne possédait pas d'antenne secondaire et n'était pas doté de système IFF (Identification Friend or Foe : identification ami ou ennemi).

## Utilisateurs
anciens
 Union soviétique : le P-40 était utilisé par l'Union soviétique depuis 1963 et fut reversé aux états successeurs, lors de la dislocation du bloc soviétique, en 1991.
actuels
- Russie — 220 SA-4 A/B Ganef majoritairement en stockage en 2010 [5]